# Tephrina fasciata
Tephrina fasciata är en fjärilsart som beskrevs av Marten. Tephrina fasciata ingår i släktet Tephrina och familjen mätare. Inga underarter finns listade i Catalogue of Life.